# Мігель Феррер
Мігель Феррер (англ. Miguel Ferrer; 7 лютого 1955 — 19 січня 2017) — американський актор.

## Біографія
Мігель Феррер народився 7 лютого 1955 року в місті Санта-Моніка, штат Каліфорнія. Старший з п'яти дітей у родині актора Хосе Феррера і співачки Розмарі Клуні. Брати і сестри Мігеля: Марія, Габріель, Монсіта і Рафаель. Його двоюрідний брат актор Джордж Клуні. Мігель виріс в Голлівуді, в підлітковому віці головним його захопленням була музика, грав на барабанах і співав у лос-анджелеській групі «The Jenerators» разом з актором і співзасновником Біллом Мумі. Грав на ударних інструментах для альбому Кейта Муна «Two Sides of the Moon» (1975). Дебютував на телебаченні як барабанщик у телесеріалі «Sunshine».
Кінокар'єра Мігеля Феррера продовжилася на початку 1980-х з епізодичних ролей в серіалах «Каліфорнійський дорожній патруль», «Приватний детектив Магнум», «Блюз Гілл Стріт», «Мисливець Джон», «Готель», «Поліція Маямі». У 1987 році Мігель Феррер виконав одну з головних ролей в бойовику «Робот-поліцейський». Знімався у таких фільмах, як «Спецназ «К.Е.Т.» 2» (1988), «Глибинна зірка шість» (1989) «Помста» (1990), та серіалі «Твін Пікс».

## Особисте життя
Мігель Феррер був одружений з 1991 по 2003 рік з актрисою Лейлані Сарель, з якою у нього двоє синів: Лукас (1993) і Рафаель (1996). Вдруге актор одружився у 2005 році з Лорі Вайнтрауб.

## Фільмографія

### Фільми
| Рік  |    | Українська назва                | Оригінальна назва                          | Роль                                    |
| ---- | -- | ------------------------------- | ------------------------------------------ | --------------------------------------- |
| 1982 | ф  |                                 | Truckin' Buddy McCoy                       | Піт                                     |
| 1983 | ф  |                                 | The Man Who Wasn't There                   | офіціант                                |
| 1984 | ф  | Зоряний шлях 3: У пошуках Спока | Star Trek III: The Search for Spock        | перший офіцер                           |
| 1984 | ф  | Спалах                          | Flashpoint                                 | Роже                                    |
| 1984 | ф  | Гаряча лінія                    | Lovelines                                  | Драгон                                  |
| 1987 | ф  | Робот-поліцейський              | RoboCop                                    | Боб Мортон                              |
| 1988 | тф | Спецназ «К.Е.Т.» 2              | C.A.T. Squad: Python Wolf                  | Пол Кілі                                |
| 1989 | ф  | Глибинна зірка шість            | DeepStar Six                               | Снайдер                                 |
| 1990 | ф  | Помста                          | Revenge                                    | Амадор                                  |
| 1990 | ф  | Опікун                          | The Guardian                               | Ральф Гесс                              |
| 1992 | ф  | Твін Пікс: Вогню, іди зі мною   | Twin Peaks: Fire Walk With Me              | агент ФБР Альберт Розенфільд            |
| 1993 | кф |                                 | Cigarettes & Coffee                        | Білл                                    |
| 1993 | ф  | Повернення немає                | Point of No Return                         | Кауфман                                 |
| 1993 | ф  | Стеження 2                      | Another Stakeout                           | Тоні Кастеллано                         |
| 1993 | ф  | Гарячі голови! Частина 2        | Hot Shots! Part Deux                       | Гарбінгер                               |
| 1994 | ф  | Відкритий чек                   | Blank Check                                | Карл Квіглі                             |
| 1996 | тф | Проект «Альф»                   | Project: ALF                               | Декстер Мойерс                          |
| 1997 | ф  | Нічний політ                    | The Night Flier                            | Річард Діз                              |
| 1997 | ф  | Містер Магу                     | Mr. Magoo                                  | Ортега Перу                             |
| 1998 | тф | Дивовижний новий світ           | Brave New World                            | директор інкубаторів та кондиціонування |
| 1998 | мф | Мулан                           | Mulan                                      | Шань Ю (озвучення)                      |
| 2000 | ф  | Трафік                          | Traffic                                    | Едуардо Руїс                            |
| 2002 | ф  |                                 | Sunshine State                             | Лестер                                  |
| 2004 | ф  | Маньчжурський кандидат          | The Manchurian Candidate                   | полковник Гаррет                        |
| 2005 | ф  | Чоловік                         | The Man                                    | агент Пітерс                            |
| 2008 | мф | Ліга справедливості: Нова межа  | Justice League: The New Frontier           | Марсіанський Мисливець (озвучення)      |
| 2009 | ф  | Збитись з дороги                | Wrong Turn at Tahoe                        | Вінсент                                 |
| 2011 | в  | Крихітка з Беверлі-Гіллз 2      | Beverly Hills Chihuahua 2                  | Дельгадо (озвучення)                    |
| 2012 | ф  | Кур'єр                          | The Courier                                | містер Капо                             |
| 2012 | в  | Крихітка з Беверлі-Гіллз 3      | Beverly Hills Chihuahua 3: Viva la Fiesta! | Дельгадо (озвучення)                    |
| 2013 | ф  | Залізна людина 3                | Iron Man 3                                 | віце-президент Родрігес                 |
| 2014 | мф | Ріо 2                           | Rio 2                                      | Великий Бос (озвучення)                 |
| 2017 | мф | Юні Титани: Контракт Юди        | Teen Titans: The Judas Contract            | Дезстроук (озвучення)                   |

### Серіали
| Рік       |    | Українська назва                 | Оригінальна назва              | Роль                                        |
| --------- | -- | -------------------------------- | ------------------------------ | ------------------------------------------- |
| 1987—1989 | с  | Поліція Маямі                    | Miami Vice                     | Рамон Педроза, окружний прокурор            |
| 1990—1991 | с  | Твін Пікс                        | Twin Peaks                     | агент ФБР Альберт Розенфельд                |
| 1990—1994 | с  | Байки зі склепу                  | Tales from the Crypt           | Гері, найманий вбивця, Мітч Брукнер         |
| 1994      | с  | Швидка допомога                  | ER                             | містер Паркер                               |
| 1994      | с  | Протистояння                     | The Stand                      | Ллойд Генрід                                |
| 1998      | мс | Люди в чорному                   | Men in Black: The Series       | доктор Лупо (озвучення)                     |
| 1998—1999 | с  |                                  | LateLine                       | Віктор «Вік» Карп                           |
| 1999      | с  | Вілл і Грейс                     | Will & Grace                   | Натан Беррі                                 |
| 2000      | с  | Третя планета від Сонця          | 3rd Rock from the Sun          | Денні Оушен                                 |
| 2001—2007 | с  | Розслідування Джордан            | Crossing Jordan                | доктор Гаррет Мейсі                         |
| 2003—2004 | мс | Пригоди Джекі Чана               | Jackie Chan Adventures         | Таракудо (озвучення)                        |
| 2006      | мс | Робоцип                          | Robot Chicken                  | Денні Оушен, Башер Тарр (озвучення)         |
| 2007      | мс | Американський тато!              | American Dad!                  | агент Гопкінс (озвучення)                   |
| 2007      | мс | Бетмен                           | The Batman                     | Сінестро (озвучення)                        |
| 2008      | с  | Медіум                           | Medium                         | Джої, Тедді                                 |
| 2008      | с  | Закон і порядок: Злочинні наміри | Law & Order: Criminal Intent   | Гас Ковак                                   |
| 2009      | с  | CSI: Місце злочину               | CSI: Crime Scene Investigation | адвокат Віттен                              |
| 2009      | мс | Неймовірна Людина-павук          | The Spectacular Spider-Man     | Сільвіо Манфреді / Срібногривий (озвучення) |
| 2009      | с  | Теорія брехні                    | Lie to Me                      | Білл Стіл                                   |
| 2010      | с  | Ясновидець                       | Psych                          | Фред Коллінз Бойд                           |
| 2010—2013 | мс | Молода Ліга справедливості       | Young Justice                  | Вандал Севедж (озвучення)                   |
| 2011—2014 | мс | Час пригод                       | Adventure Time                 | Смерть, Грод, Скелет (озвучення)            |
| 2011      | с  | Відчайдушні домогосподарки       | Desperate Housewives           | Андре Целлер                                |
| 2012—2017 | с  | Морська поліція: Лос-Анджелес    | NCIS: Los Angeles              | Оуен Грейнджер                              |
| 2017      | с  | Твін Пікс: Повернення            | Twin Peaks: The Return         | агент ФБР Альберт Розенфілд                 |